# Technische camera

De algemene opbouw van een technische camera
a. Statiefbevestiging
b. Optische balk of loopbodem
c. Staanders
d. Filmhouder
e. Matglas
f. Balg
g. Objectiefhouder
h. Filmvlak
i. Objectiefvlak

De technische camera of platencamera is een type fotocamera waarbij de gebruiker volledige controle heeft over de opbouw van de camera.

## De camera
Er zijn meerdere soorten camera's, die onder de noemer technische camera vallen. Onder meer de loopbodem-camera, waarbij de loopbodem in opgeklapte toestand de camera tot een kleiner en makkelijker transporteerbaar pakket maakt.
De tilt- en shiftlens is samen met de camerabody feitelijk ook een technische-camera.
De meest voorkomende vorm is de optische-bank-technische-camera, waarbij de afzonderlijke cameradelen op een balk of bankstuk worden geplaatst. 
Deze losse onderdelen zijn: 
- een beeldvlak-staander (met een matglas en (vlak)filmhouder of digitale achterwand.)
- een objectief-staander.
- eventueel ėėn of meer hulpstaander(s).

Deze staanders worden verbonden met een balg. Door de beeldvlak-staander te verplaatsen over de balk of bankstuk kan men scherpstellen.

## De opbouw
In tegenstelling tot een gewone fotocamera met een vast huis (waarop men eventueel enkel het objectief kan vervangen) bestaat een technische camera (TC) uit een voor- en achterstaander, en een drager (bij een optische bank een balk, bij een loopbodem een plank) waarop de staanders kunnen bewegen. De staanders kunnen zowel verschuiven als verdraaien. Tussen deze twee staanders bevindt zich een flexibele balg. Bij een optische bank is de balg altijd, bij een loopbodem soms verwisselbaar. Deze balg staat toe dat de voor- en achterstaander ten opzichte van elkaar bewogen kunnen worden.
Aan de voorstaander dient men een objectief te monteren, op de achterstaander een registratiemedium. Dit kan een filmcassette zijn voor verschillende formaten film (6 x 6 tot 50 x 60 cm, vaak vlakfilm) of een digitale achterwand. Dit  kan op zich al een reden zijn om voor dit soort toestel te kiezen : een grotere sensor of een groter negatief maken een grotere,  mooi scherpe afdruk mogelijk.  Bij loopbodemcamera's kunnen bepaalde verstellingen van met name de achterstaander niet mogelijk of slechts beperkt zijn.
De zogenaamde tilt & shift lenzen, die onder meer bij kleinbeeld gebruikt worden, kunnen volledig parallel aan het beeldvlak verschuiven (shift), maar ook t.o.v. het beeld vlak kantelen (tilt). Wel zijn deze lenzen veel beperkter dan de speciaal daarvoor toegeruste technische camera's.

## Gebruik

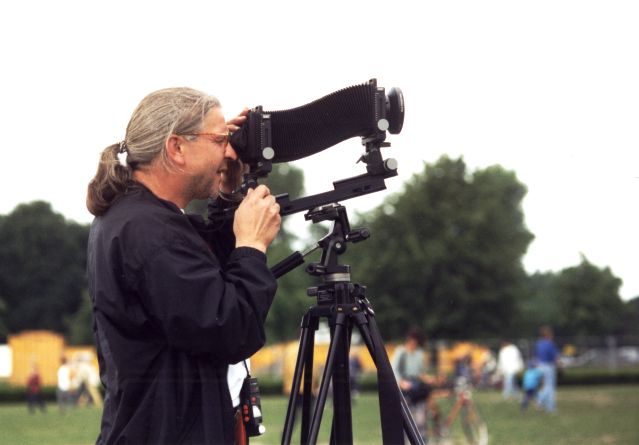
Technische camera in gebruik

Naast het verschuiven ten opzichte van elkaar over de drager zijn de volgende bewegingen mogelijk per staander:
- omhoog of omlaag schuiven
- links of rechts schuiven
- draaien om de horizontale as
- draaien om de verticale as

Hierdoor is het mogelijk optimaal gebruik te maken van de wetten van de optica. Zo is het bijvoorbeeld mogelijk de onderdelen zodanig te plaatsen dat men voldoet aan het principe van Scheimpflug. Dit komt erop neer dat als de (denkbeeldige) vlakken van objectief, film en onderwerp elkaar in één lijn snijden, het onderwerpvlak scherp wordt weergegeven. Bij elke standaard kleinbeeldcamera is het alleen mogelijk onderwerpvlakken die evenwijdig aan het film- en objectiefvlak liggen scherp weer te geven. Bij afwijking hiervan kan alleen ver gediafragmeerd worden om te proberen een scherpe foto te maken. 
Doordat elke staander meer bewegingsmogelijkheden heeft is het ook mogelijk om:
- een ander deel van de beeldcirkel van het objectief te gebruiken (omhoog/omlaag/links/rechts schuiven van voor- of achterstaander)
- het focusvlak schuin te verleggen (voorstaander met objectief om horizontale of verticale as draaien)
- perspectiefcorrecties te doen (achterstaander met registratiemedium om horizontale of verticale as draaien)

In standaard fotografiewerk heeft men niet gauw behoefte aan een technische camera maar in studio- of reclamefotografie, waar gewoekerd wordt met licht en scherpte, is een dergelijke camera onmisbaar.